# AGF A/S
|  | Denne artikel eller sektion om sport er forældet eller ikke opdateret. Se artiklens diskussionsside eller historik. |

AGF A/S (tidligere Aarhus Elite) er et dansk selskab som driver fodboldhold, sportsfaciliteter og esportshold i Aarhus.
Selskabet blev oprettet i 1978 under navnet AGF Kontraktfodbold ApS.
Virksomheden opererer indenfor to segmenter:
- AGF's herre-, kvinde- og ungdomselite fodboldhold samt E-sportshold
- Ceres Park og Arena samt Stadion Fysioterapi

## Historie
Selskabet blev stiftet i 1978 under navnet AGF Kontraktfodbold ApS med indførsel af professionel fodbold i Danmark samme år.

## Bestyrelsesmedlemmer og direktion
- Bestyrelsesmedlem Lars Fournais (Bestyrelsesformand)
- Bestyrelsesmedlem Jesper Ørskov (Bestyrelsesnæstformand)
- Bestyrelsesmedlem Kim Larsen
- Bestyrelsesmedlem Uffe Jakobsen
- Bestyrelsesmedlem Simon Schiølin
- Bestyrelsesmedlem Eric Meineche Schmidt
- Direktør Jacob Nielsen
- Direktion Dan Jessen